# Neïlah
Neïlah (auch: Neila(h), Ne'ila(h); hebräisch נעילה) ist im Judentum das Abschlussgebet der gemeinschaftlichen Gebetsordnung zum Jom Kippur, dem höchsten jüdischen Feiertag im Jahreskreis.
Das Neïlah „wird mit großer Feierlichkeit und Macht“ bei geöffnetem Toraschrein laut gebetet und endet mit einem langen Schofarton, der den Festtag der Versöhnung zwischen Juden und Gott beendet. Während des Neïlah-Gebets sollte gestanden werden. Das Awinu Malkenu des Neïlah-Gebets wird auch am Schabbat aufgesagt.
Neïlah ist der Abschluss und der Höhepunkt des gemeinsamen Gebetes am Jom Kippur. Die Neïlah entspricht dem Gebet, das vor dem Schließen der Tempeltore in Jerusalem gesprochen wurde, zum Tagesabschluss. Das zu Rosch ha-Schana geschriebene göttliche Urteil wird bei der Neïlah besiegelt.